# رود گوسلیتسا
رود گوسلیتسا (انگلیسی: Guslitsa) یک رودخانه در استان مسکو کشور روسیه است..